# Пйотрковиці (Косцянський повіт)
Пйотрковиці (пол. Piotrkowice, нім. Petersdorf) — село в Польщі, у гміні Чемпінь Косцянського повіту Великопольського воєводства.
Населення — 279 осіб (2011).
У 1975-1998 роках село належало до Познанського воєводства.

## Демографія
Демографічна структура станом на 31 березня 2011 року:
|          | Загалом | Допрацездатний вік | Працездатний вік | Постпрацездатний вік |
| -------- | ------- | ------------------ | ---------------- | -------------------- |
| Чоловіки | 140     | 29                 | 97               | 14                   |
| Жінки    | 139     | 33                 | 87               | 19                   |
| Разом    | 279     | 62                 | 184              | 33                   |